# 帕嫩基
49°32′59″N 33°53′53″E / 49.54972°N 33.89806°E
帕嫩基（羅馬化：Panenky）是烏克蘭中部波爾塔瓦州波爾塔瓦區雷舍蒂利夫卡市鎮內的村莊。該村分別距離奧尼先基2.5公里和卡萊尼基3公里，海拔高度83米，2001年人口137。